# 日の出製粉
日の出製粉株式会社（ひのでせいふん、英称：Hinode Seifun Co.,Ltd.）は熊本県に本社を置く食品加工会社である。
1933年（昭和8年）の創業より白玉粉を主力商品としてきたが、製粉のノウハウを活かし棒ラーメンの製造もおこなっている。

## 沿革
- 1933年（昭和8年） - 創業。
- 1958年（昭和33年） - 合資会社日の出製粉所設立。
- 1987年（昭和62年） - 日の出製粉株式会社へ組織変更。
- 2001年（平成13年） - 有機JASマーク認定。
- 2008年（平成20年） - オンライン通販ショッピングサイト「ロン龍.COM」を開始。

## 主な商品

### 棒ラーメン
- ロン龍
- 赤龍
- カレー龍
- 中華スパ 炸醤龍
- 冷やし中華 冷龍
- 本場ラーメン
- 本場ラーメンゴールド

### 白玉粉
- 日洋印白玉粉
- 花正印白玉粉
- 国採りもの語り白玉粉
- 国採りもの語り有機しらたま粉

など

### その他
- だんご粉
- もち粉
- 上新粉
- やわみだんご粉
- よもぎ粉末付だんご粉
- 片栗粉
- もち取粉
- コーンスターチ
- くず粉
- きな粉
- はったい粉

など

## ロン龍
同社が主力とする商品のひとつである九州豚骨をベースとしたインスタントラーメン。フジテレビ「HEY!HEY!HEY! MUSIC CHAMP（2007年7月30日放送）」、「めざましテレビ（2007年7月31日放送）」の番組内で人気のラーメンとして取り上げられた。